# Lázaro Ramos

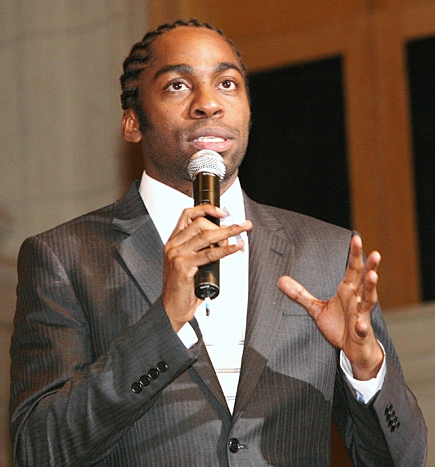
Lázaro Ramos

Luís Lázaro Sacramento Ramos (n. 1 noiembrie 1978) este un actor brazilian.